# Il Colosseo - L'arena della morte
Il Colosseo - L'arena della morte è un docu-drama del 2003, prodotto dalla BBC e basato sulla storia dei gladiatori Prisco e Vero, trasmesso in Italia su Rai Storia nel programma a.C.d.C..

## Trama
80 d.C. A Roma si tengono i preparativi per il combattimento dei gladiatori nell'Anfiteatro Flavio.
79 d.C. Le truppe romane conquistano un villaggio in Mesia e fanno prigionieri gli abitanti, fra cui Vero, costretti a lavorare in una cava, chiamata "la fossa", la cui pietra servirà per costruire un anfiteatro, che Vespasiano intende utilizzare per guadagnarsi la fiducia del popolo romano. Un lanista arriva con il suo allenatore per scegliere le reclute, ma poiché Vero non viene scelto, egli aggredisce un compagno, Prisco. La loro lotta viene interrotta e entrambi vengono portati con gli altri a Roma, dove diventano amici.
I nuovi gladiatori combattono in piccole arene sparse per Roma. Durante un combattimento, Vero viene sconfitto e richiede una seconda possibilità. Prisco, alla fine dello scontro, ottiene una piccola statua per pregare e una mensola per le sue divinità celtiche. Ben presto, Vero diventa noto per le sue abilità e vittorie, venendo invitato a un banchetto, organizzato da Tito, dove, tuttavia, viene attaccato da un altro gladiatore, che uccide. Tornando alla scuola, scopre che l'amico Prisco è stato venduto a un altro lanista.
79 d.C. Vespasiano muore e Tito, impopolare e con molti nemici, completa l'opera del padre. Tuttavia, a causa dell'eruzione del Vesuvio, l'economia vacilla, e questo progetto è quasi la sua unica speranza per ingraziarsi il popolo. Organizza quindi giornate di giochi e porta in città animali esotici per l'occasione. Vero è stato messo in coppia con Prisco per un combattimento lungo e disperato, dopo il quale i due ricevono una Palma della Vittoria e il rudis, garantendosi la libertà.

## Riconoscimenti
- British Academy Television Awards 2004 - Nomination Best Photography (Factual): Peter Greenhalgh[2].